# برينت جونز
برينت جونز (بالإنجليزية: Brent Jones)‏ هو لاعب كرة قدم أمريكية أمريكي، ولد في 12 فبراير 1963 في سانتا كلارا في الولايات المتحدة.

## وصلات خارجية
- برينت جونز على موقع مرجع كرة القدم المحترفة.كوم (الإنجليزية)